# Ann Haydon-Jones
Ann Haydon-Jones, née Adrianne Shirley Haydon (Birmingham, 7 oktober 1938) is een voormalig tennis- en tafeltennisspeelster. Op 30 augustus 1962 trad zij in het huwelijk met Philip Francis (Pip) Jones. In het tennis won zij in totaal acht grandslamtitels, drie in het enkelspel, drie in het vrouwendubbelspel en twee in het gemengd dubbelspel. Haydon-Jones was de eerste linkshandige Wimbledon-winnares, in 1969. In 1985 werd zij opgenomen in de internationale Tennis Hall of Fame.

## Tennis
Omdat haar ouders prominente tafeltennisspelers waren, begon ze al op jonge leeftijd met tafeltennis. Maar al snel liet ze zien ook op de tennisbaan goede resultaten te boeken. Zij won in 1954 het Britse juniorenkampioenschap en in 1956 het juniorkampioenschap van Wimbledon. In de periode 1957–1975 vertegenwoordigde zij Groot-Brittannië dertien keer in de Wightman Cup.

## Tafeltennis
Van 1954 tot 1959 speelde Ann Haydon-Jones zeer verdienstelijk tafeltennis. Zij kwam vijf keer uit op de wereldkampioenschappen, en verloor de finales van 1957 van het enkelspel, dubbelspel en gemengd dubbel. In 1958 was ze finaliste in de enkelspelfinale van de dat jaar voor het eerst gehouden Europese kampioenschappen tafeltennis, maar moest hierin de titel aan Éva Kóczián laten.

## Nadagen
Na haar tenniscarrière heeft ze nog 30 jaar lang voor de BBC als gastcommentator het tennis verslagen.

## Resultaten grandslamtoernooien
| Legenda | Legenda                          |
| ------- | -------------------------------- |
| g.t.    | geen toernooi gehouden           |
| l.c.    | lagere categorie                 |
| –       | niet deelgenomen                 |
| G       | uitgeschakeld in de groepsfase   |
| 1R      | uitgeschakeld in de eerste ronde |
| 2R      | uitgeschakeld in de tweede ronde |
| 3R      | uitgeschakeld in de derde ronde  |
| 4R      | uitgeschakeld in de vierde ronde |
| KF      | uitgeschakeld in de kwartfinale  |
| HF      | uitgeschakeld in de halve finale |
| F       | de finale verloren               |
| W       | het toernooi gewonnen            |
| w-v     | winst/verlies-balans             |

### Enkelspel
| Toernooi        | 1956 | 1957 | 1958 | 1959 | 1960 | 1961 | 1962 | 1963 | 1964 | 1965 | 1966 | 1967 | 1968 | 1969 |
| --------------- | ---- | ---- | ---- | ---- | ---- | ---- | ---- | ---- | ---- | ---- | ---- | ---- | ---- | ---- |
| Australian Open | –    | –    | –    | –    | –    | –    | –    | –    | 2R   | –    | –    | –    | –    | HF   |
| Roland Garros   | –    | HF   | KF   | –    | 3R   | W    | HF   | F    | –    | KF   | W    | KF   | F    | F    |
| Wimbledon       | 2R   | 3R   | HF   | KF   | HF   | 4R   | HF   | HF   | KF   | 4R   | HF   | F    | HF   | W    |
| US Open         | –    | –    | 3R   | HF   | KF   | F    | –    | HF   | KF   | KF   | –    | F    | HF   | –    |

### Vrouwendubbelspel
| Australian Open | –  | –  | –  | –  | –  | –  | –  | –  | –  | KF | –  | –  | –  | HF | –  | –  |
| Roland Garros   | –  | 2R | HF | –  | F  | KF | HF | W  | –  | KF | HF | KF | W  | W  | –  | –  |
| Wimbledon       | 1R | 3R | 2R | KF | 3R | 3R | 2R | HF | HF | 2R | HF | HF | F  | 3R | –  | 3R |
| US Open         | –  | KF | HF | HF | F  | KF | –  | HF | –  | –  | –  | –  | HF | –  | 1R | –  |

### Gemengd dubbelspel
| Australian Open | –  | –  | –  | –  | –  | –  | –  | 3R | –  | –  | –  | F  | g.t. |
| Roland Garros   | 2R | 2R | F  | 3R | 3R | KF | –  | 3R | F  | F  | KF | 3R | –    |
| Wimbledon       | –  | –  | 3R | 3R | F  | HF | 3R | –  | 4R | 2R | HF | W  | –    |
| US Open         | –  | –  | –  | –  | –  | –  | KF | HF | –  | –  | –  | –  | 3R   |